# Valterski Vrh
Valterski Vrh este o localitate din comuna Škofja Loka, Slovenia, cu o populație de 5 locuitori.